# George Watson Cole
George Watson Cole (6 tháng 9 năm 1850 – 10 tháng 10 năm 1939) là một thủ thư và nhà biên mục người Mỹ.
Cole bắt đầu làm việc trong các thư viện ở tuổi 35. Từ năm 1885, Cole thực hiện công tác biên tập những mục lục của Thư viện công cộng ở Fitchburg, Massachusetts. Năm 1886, ông trở thành thủ thư của học viện Pratt ở Brooklyn, New York. Năm 1888, Cole học lớp đầu tiên của trường thư viện do Melvil Dewey thành lập tại trường Columbia College. Ông hoàn thành khóa học năm 1888 và đi làm việc cho Thư viện Newberry ở Chicago, Illinois.
Cole rời Chicago năm 1891 để làm việc như một thủ thư của thư viện Free Public Library của thành phố Jersey, New Jersey. Ông rời Jersey City năm 1895 để du lịch và bắt đầu nghiên cứu về biên mục. Tác phẩm nổi tiếng nhất của ông là một loạt những mục lục chú thích về tài liệu của thư viện tư nhân của nhà sưu tập sách hiếm E. Dwight Church.
Từ năm 1915 đến năm 1924, Cole làm thủ thư cho thư viện và phòng triễn lãm nghệ thuật của nhà sưu tập nghệ thuật  Henry E. Huntington.
Năm 1999, Cole được vinh danh là một trong 100 thủ thư người Mỹ có ảnh hưởng lâu dài đến dịch vụ thư viện và quốc gia.

## Xuất bản phẩm
- "The Henry E. Huntington Library and Art Gallery" (1923)
- "The First folio of Shakespeare; a further word regarding the correct arrangement of its preliminary leaves" (1909)
- "Check list of some of the rarities in the library of E. Dwight Church of New York city" (1903)
- "Libraries of Greater New York : Manual and historical sketch of the New York Library Club" (1902)
- "Classified catalogue of the public library, of Fitchburg, Massachusetts" (1886)